# Казанский Богородицкий монастырь
Каза́нский Богоро́дицкий монасты́рь (тат. Казан Богородица монастыре) — православный монастырь Казани, известный как место обретения Казанской иконы Божьей Матери. Находится недалеко от Казанского кремля, к востоку от кремлёвского холма, на Большой Красной улице.

## История

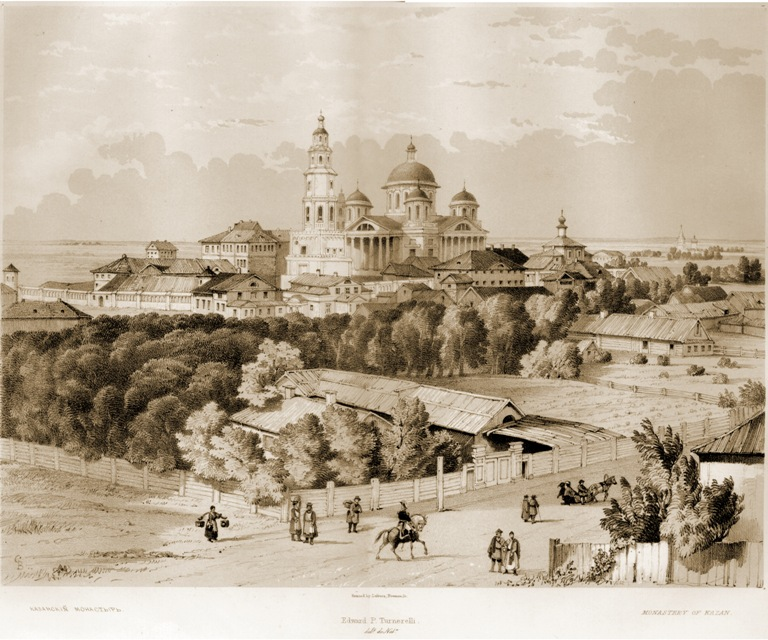
Монастырь на гравюре Э. Турнерелли (начало XIX века)

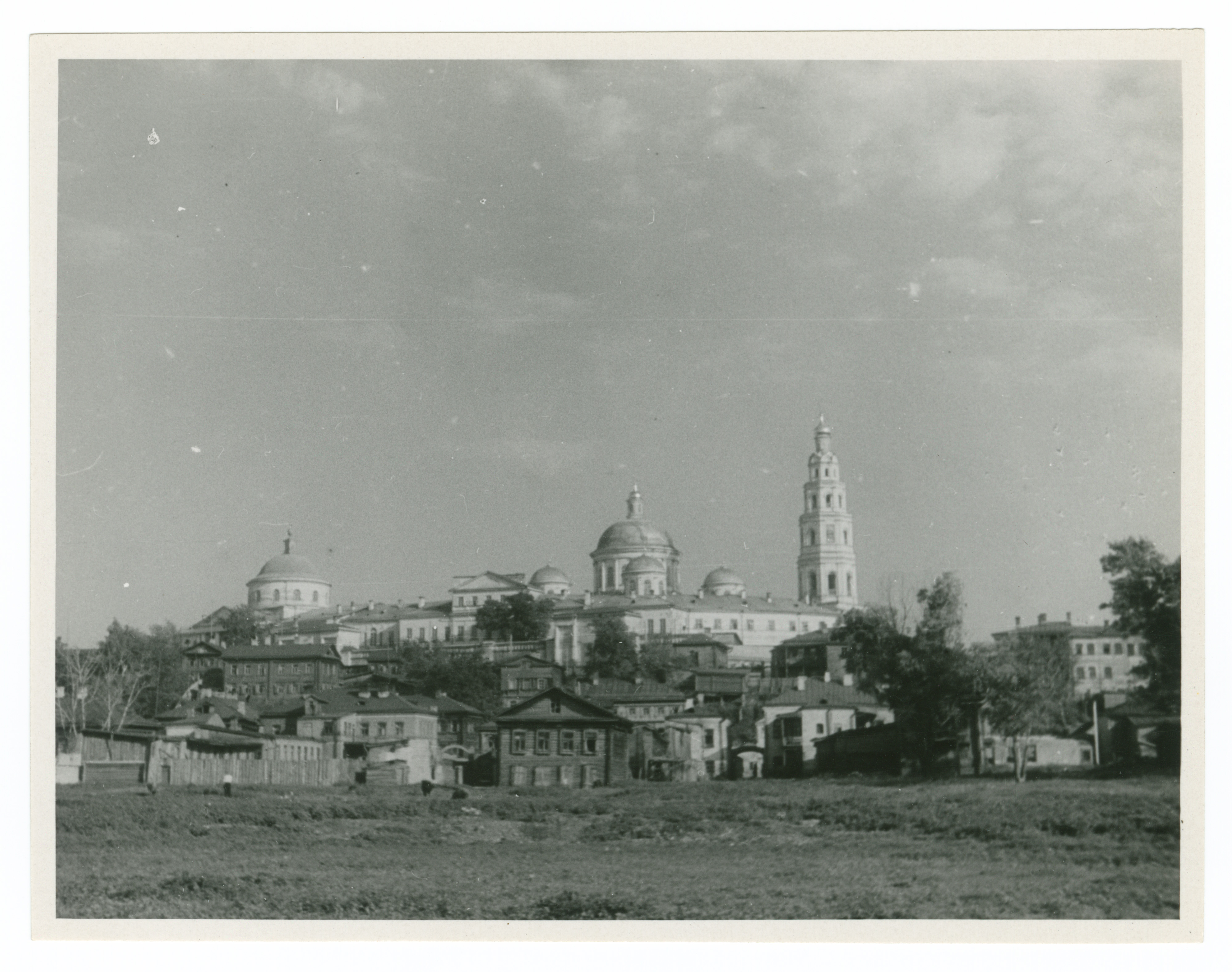
Вид на храм Николы Тульского (слева) и главный монастырский собор с Казанки

8 июля 1579 года 9-летняя девочка Матрона обрела икону на месте, указанном ей во сне. Рассказ об этом и о первых чудесах от иконы впервые составил очевидец событий священник Ермолай — будущий патриарх Гермоген († 1612), прославленный Церковью как священномученик. Обретение чудотворной иконы всего через 27 лет после взятия Казани русскими войсками было воспринято современниками как символическое событие огромного значения. В том же 1579 году, по государеву указу Ивана IV Грозного, на месте обретения был основан девичий Богородицкий монастырь. Первой монахиней в нём, по преданию, стала сама Матрона, получившая после пострига имя Мавра (дальнейшая судьба её неизвестна).
Ополчение Минина и Пожарского в 1612 году взяло в поход на Москву Казанскую икону по благословению местоблюстителя патриаршего престола (после мученической смерти Гермогена) казанского митрополита Ефрема. Подлинник иконы после похода 1612 года был возвращён в Казань, в Богородицкий монастырь (в Москве, в Казанском соборе на Красной площади, был установлен лишь почитаемый список, хотя некоторые москвичи впоследствии были склонны принимать за подлинник именно его).
Приток паломников сделал Богородицкий монастырь известной святыней Среднего Поволжья. По реформе Екатерины II (1764), поделившей все обители России на штаты (классы), он был причислен ко второму классу, а в 1809 году — к первому, самому высшему. Число монахинь и послушниц постепенно выросло от 100 с лишним в начале XIX века до 500 к моменту революции.

### Монастырь после 1917 года
После закрытия в сентябре 1918 года Казанского кремля и его храмов в монастырь были перенесены главные уцелевшие святыни Казанской епархии: мощи святых Гурия и Варсонофия Казанских. Хотя монастырь был упразднён, в течение всех 1920-х годов действовала официально зарегистрированная православная община. В 1931 году общину перевели в Петропавловский собор, после чего большая часть ансамбля обители подверглась разрушению.
С 1942 года на территории бывшей обители размещалась табачная фабрика. Западная часть разорённого ансамбля позже была застроена 5-этажными домами; в Крестовоздвиженском храме находился филологический факультет Казанского педагогического института (ныне — университета).

## Архитектурный ансамбль
Территория монастыря занимала несколько гектаров. Его архитектурный ансамбль по размерам не имел себе равных в Поволжье. Главный собор — Казанский, где и пребывала икона, был построен в стиле классицизма в 1798—1808 годах (по проекту архитектора Ивана Старова) на месте обветшавшего каменного собора 1590-х годов. Его размеры — 49 × 43 м, а высота — 44 м. Облик собора определяли пять полусферических куполов и три фронтона с колоннами — со всех сторон, кроме алтаря.
Храм Николы Тульского (1810—1816), расположенный к северу от Казанского собора, и Крестовоздвиженский собор (1882—1884) с южной стороны были возведены так же в стиле классицизма, но имели по одному большому полусферическому куполу. Два основных корпуса — Настоятельский и Никольский (1820—1840-е) — составили гигантский полукруг, замкнувший классический ансамбль в единое целое. В этот ансамбль XIX века вошли два более древних сооружения — 55-метровая колокольня, одна из самых высоких в Казани, и маленькая Софийская надвратная церковь (обе — середина XVII века).

## Восстановление. Современная жизнь

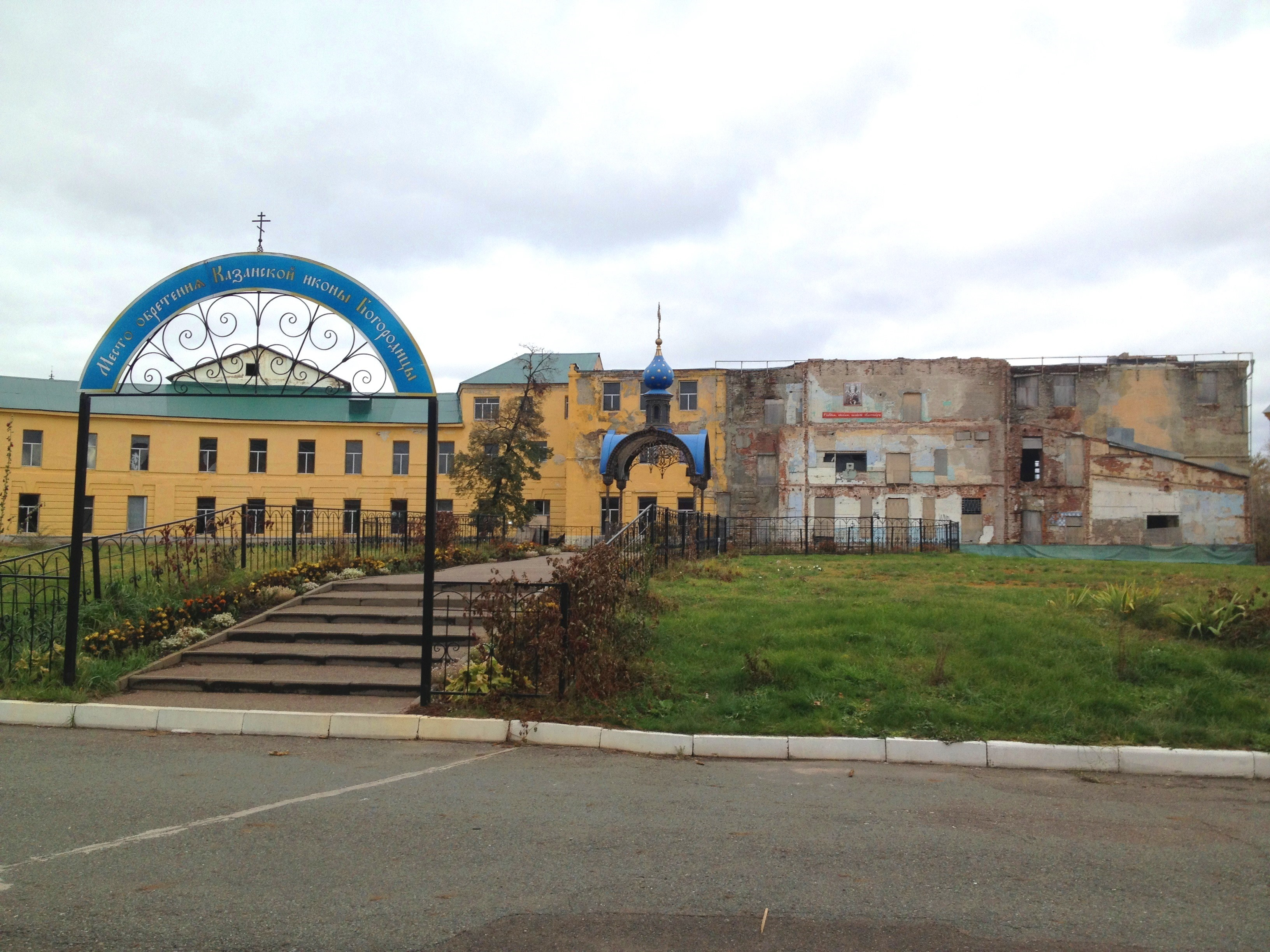
Центр монастыря в 2015 году. На заднем плане — здание Никольского храма, в советское время приспособленное под общежитие.

### Возвращение Софийской церкви и Крестовоздвиженского храма
В 1994 году была возвращена верующим Софийская церковь, в 2004—2005 годах возвращён и отреставрирован большой Крестовоздвиженский храм. 21 июля 2005 года патриарх Московский и всея Руси Алексий II передал Казанской епархии возвращённый папой римским так называемый Ватиканский список Казанской иконы, который был помещён в Крестовоздвиженском храме. 
Монастырь с 2005 года возрождался как мужской, хотя до закрытия был женским. Братия его насчитывает несколько человек. С территории монастыря была выведена находившаяся здесь в советское время табачная фабрика. Во время раскопок на территории монастыря были обнаружены останки монахинь и послушниц обители. 12 октября 2019 года они были перезахоронены на монастырском некрополе.

### Воссоздание собора Казанской иконы Божией Матери
4 ноября 2015 года — в День народного единства и праздник Казанской иконы Божией Матери — президент Республики Татарстан Рустам Минниханов подписал указ «О создании Болгарской исламской академии и воссоздании Собора Казанской иконы Божьей Матери».
21 июля 2016 года, в день празднования явления иконы Пресвятой Богородицы во граде Казани, патриарх Кирилл освятил место закладки восстанавливаемого Казанского собора.
21 июля 2021 года, через пять лет после закладки, патриарх Кирилл освятил собор Казанской иконы Божией Матери великим чином.

### Воссоздание храма Николы Тульского
В 2025 году началось восстановление храма Николы Тульского и монашеских келей. Общая стоимость восстановительных работ на территории Казанского Богородицкого монастыря более 1,5 млрд рублей. Полностью завершить работы по воссозданию монастырского комплекса планируется к концу 2026 года.

## Фотографии

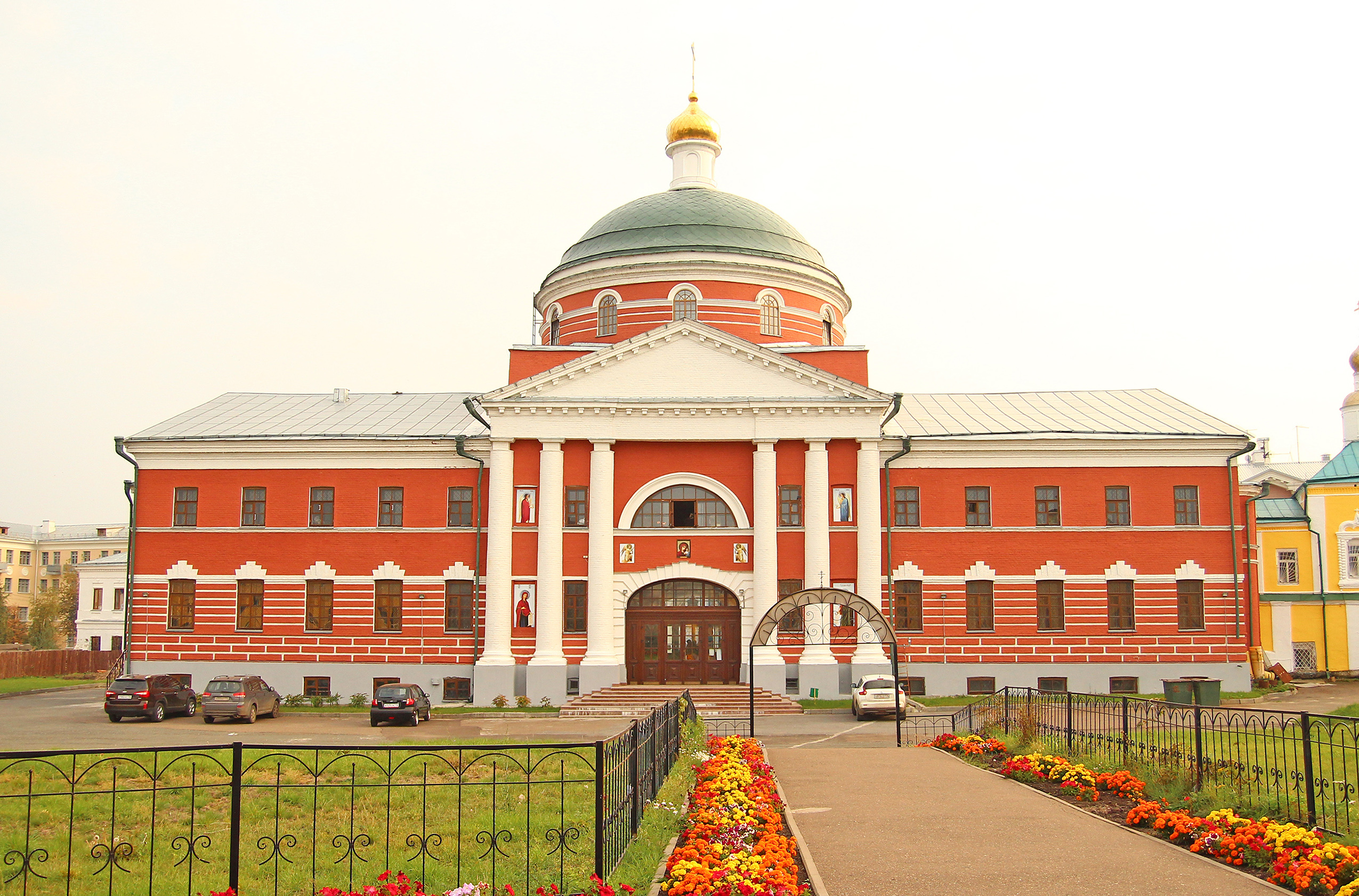
Крестовоздвиженский храм
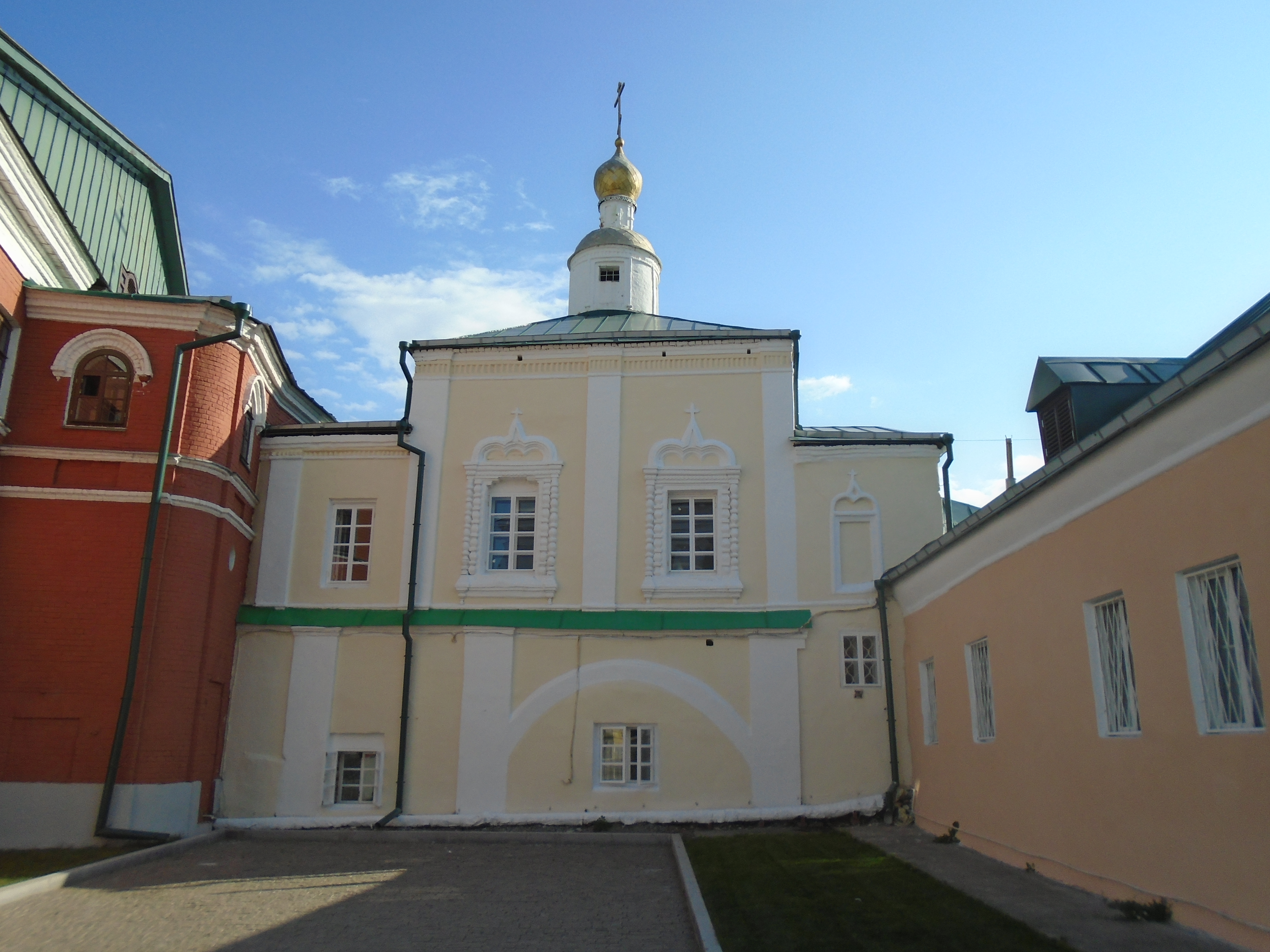
Софийская церковь
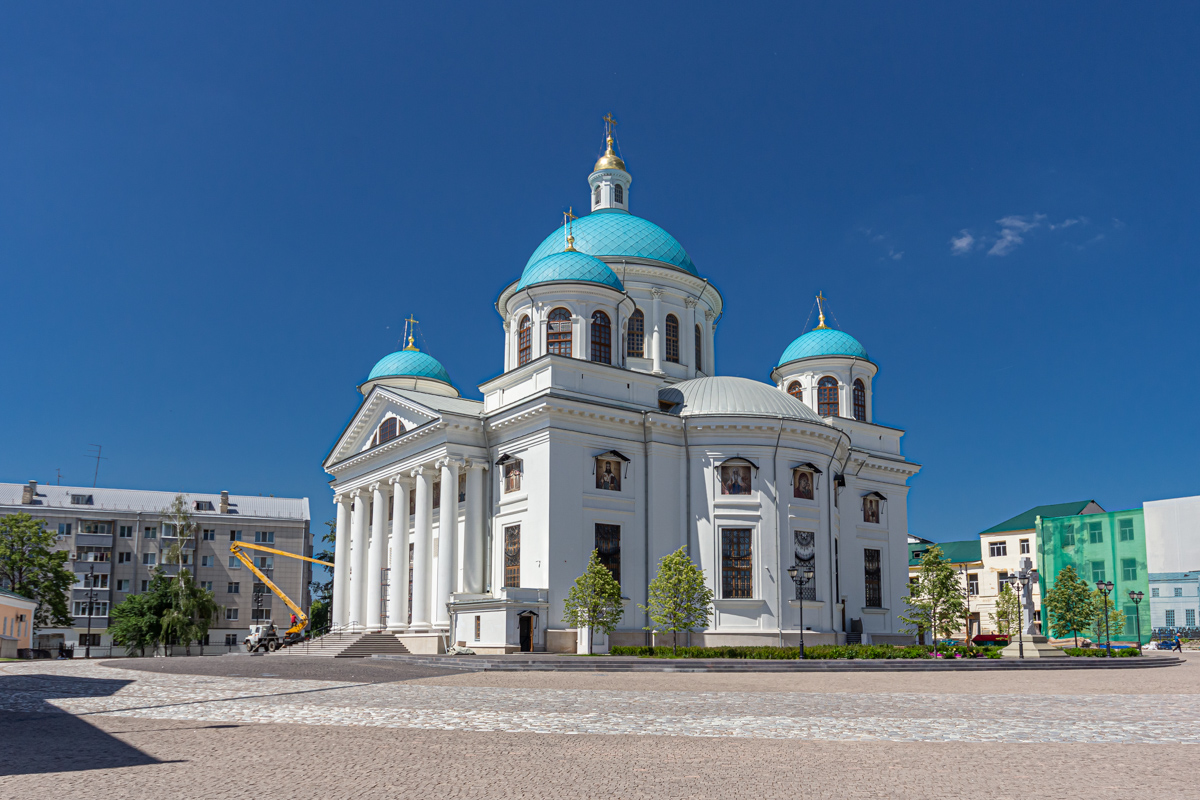
Казанский собор
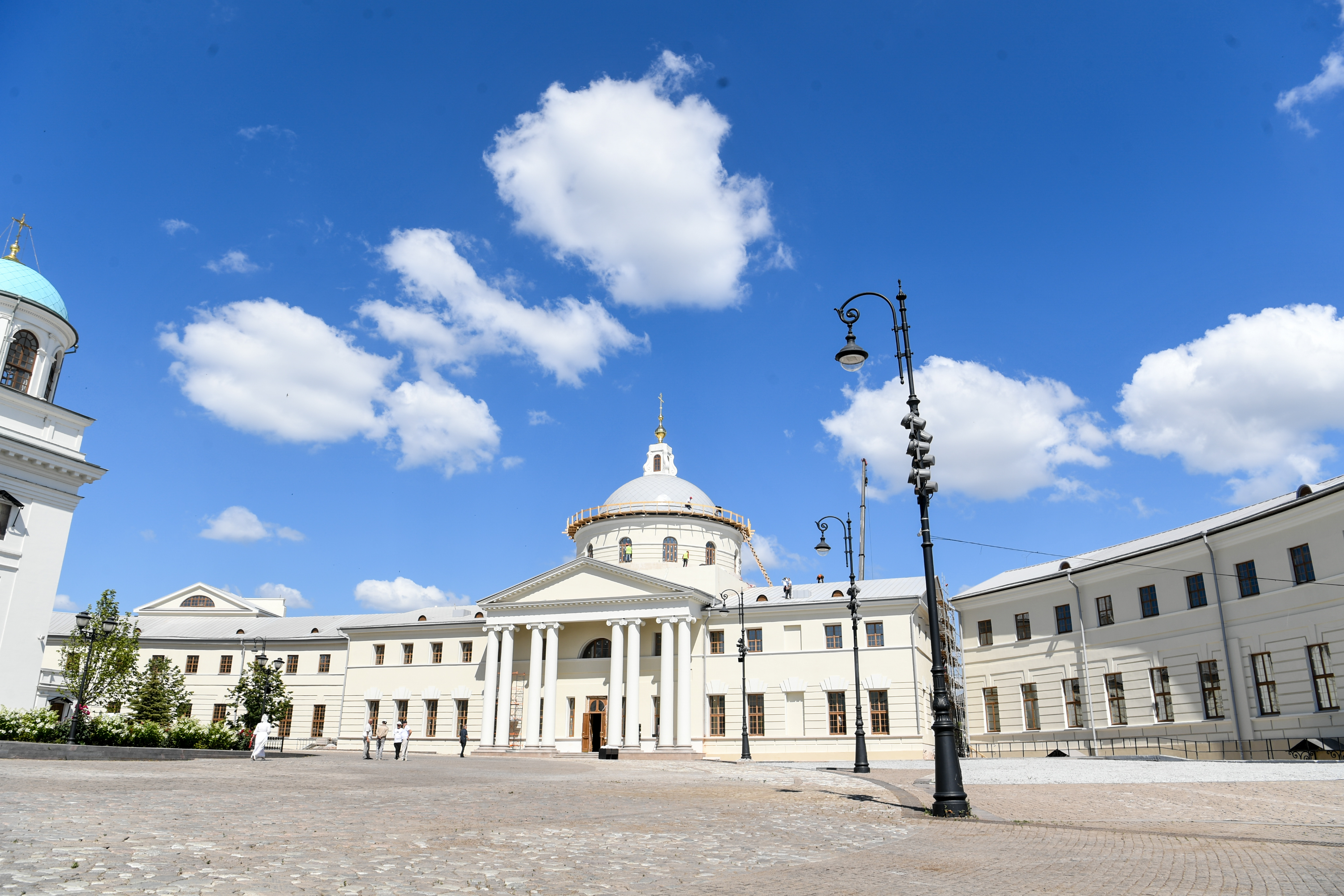
Храм Николы Тульского
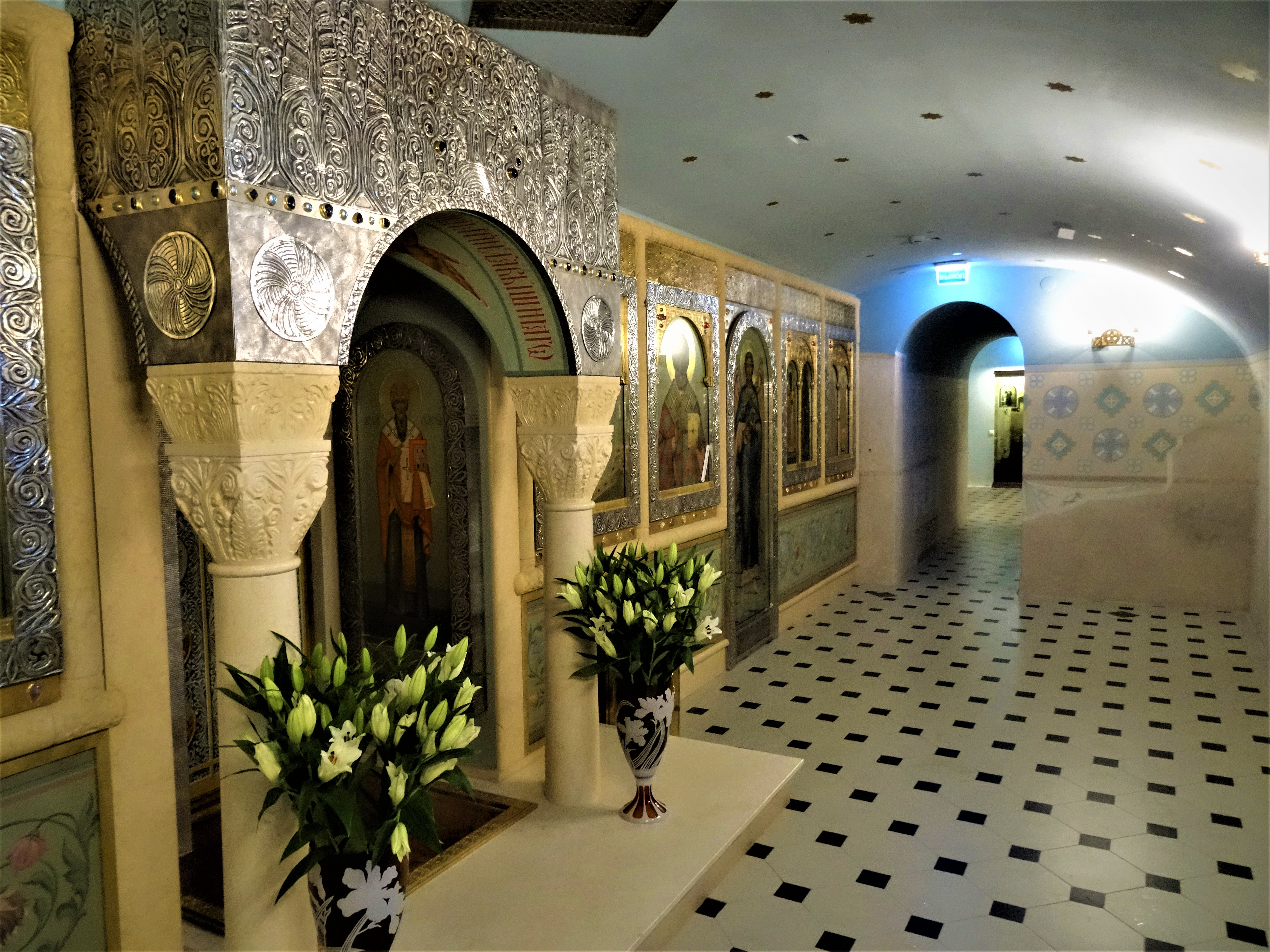
Пещерный храм Рождества Богородицы
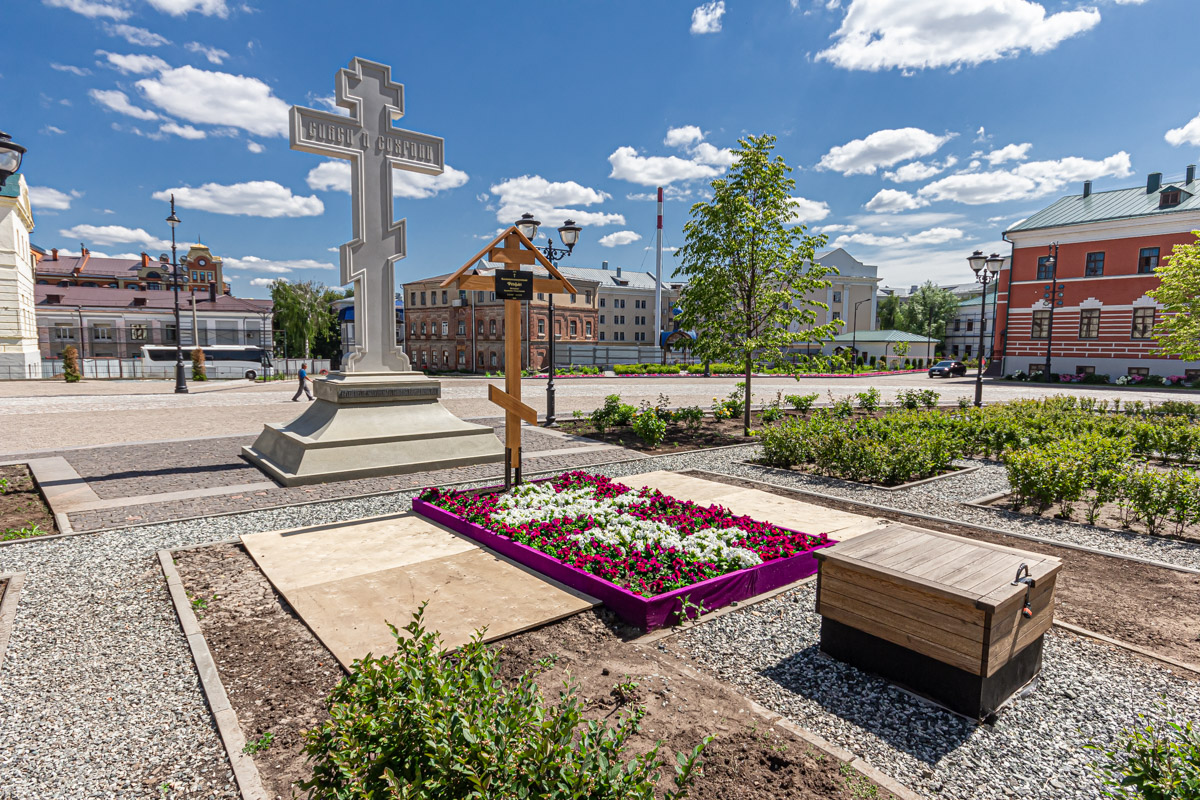
Крест на месте обретения Казанской иконы Божией Матери и могила митрополита Феофана
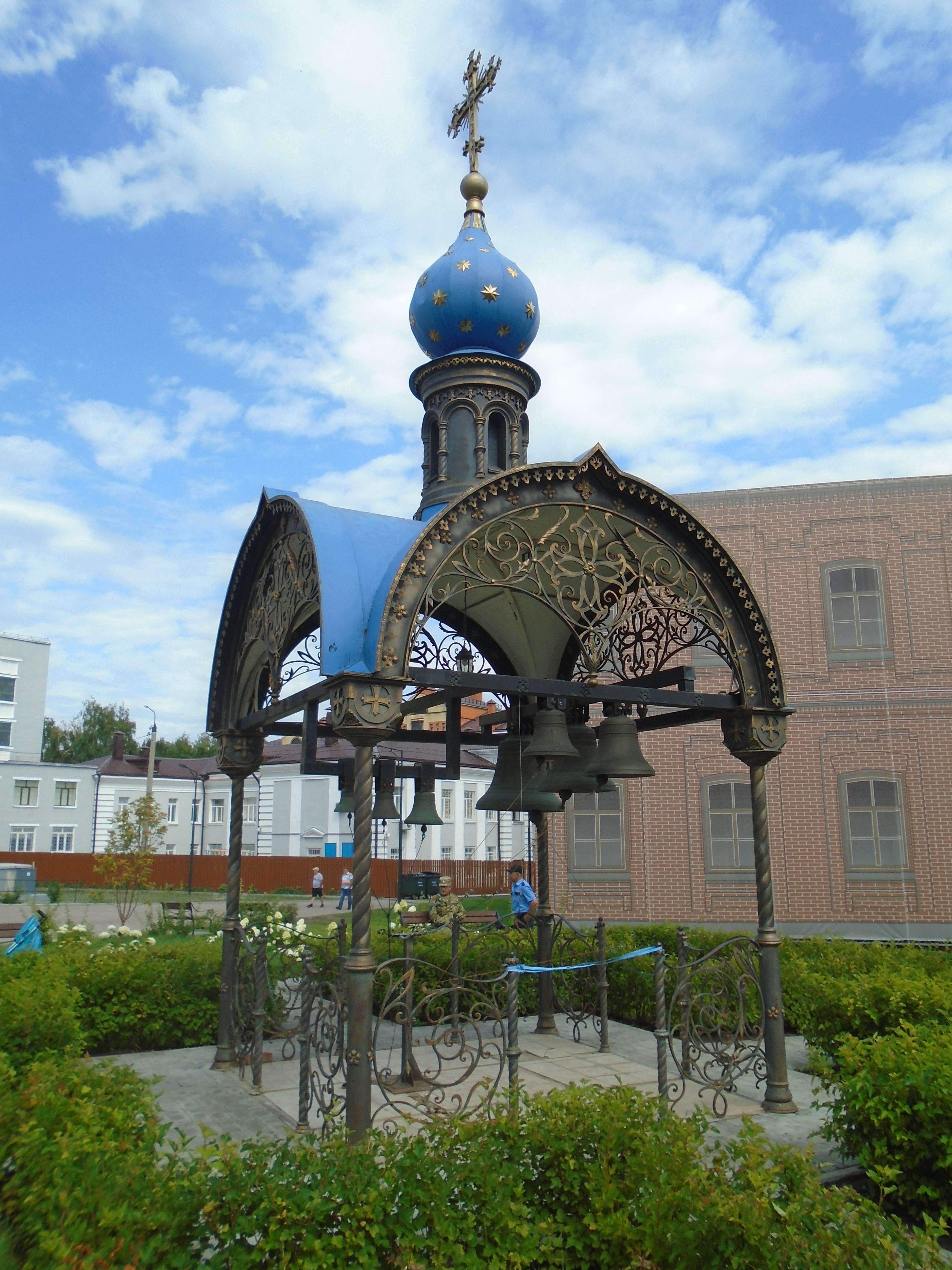
Звонница

## В нумизматике и филателии

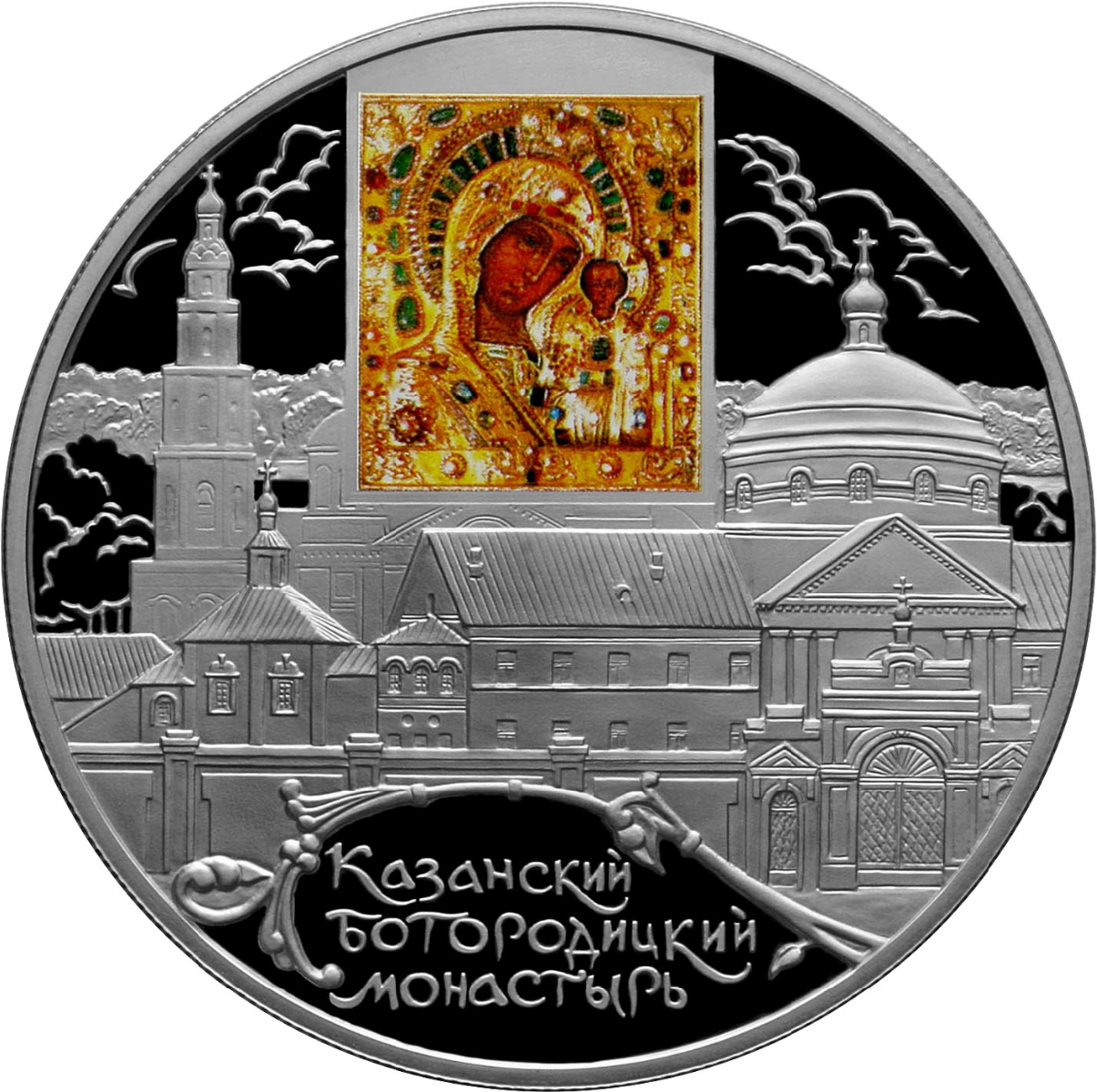
Монета Банка России (серия — «Памятники архитектуры России»): Казанский Богородицкий монастырь, г. Казань. 25 рублей из серебра, реверс. На оборотной стороне монеты расположены выполненная в цвете Казанская икона Божией Матери и рельефное изображение Казанского Богородицкого монастыря, внизу под фигурной виньеткой имеется надпись в три строки.
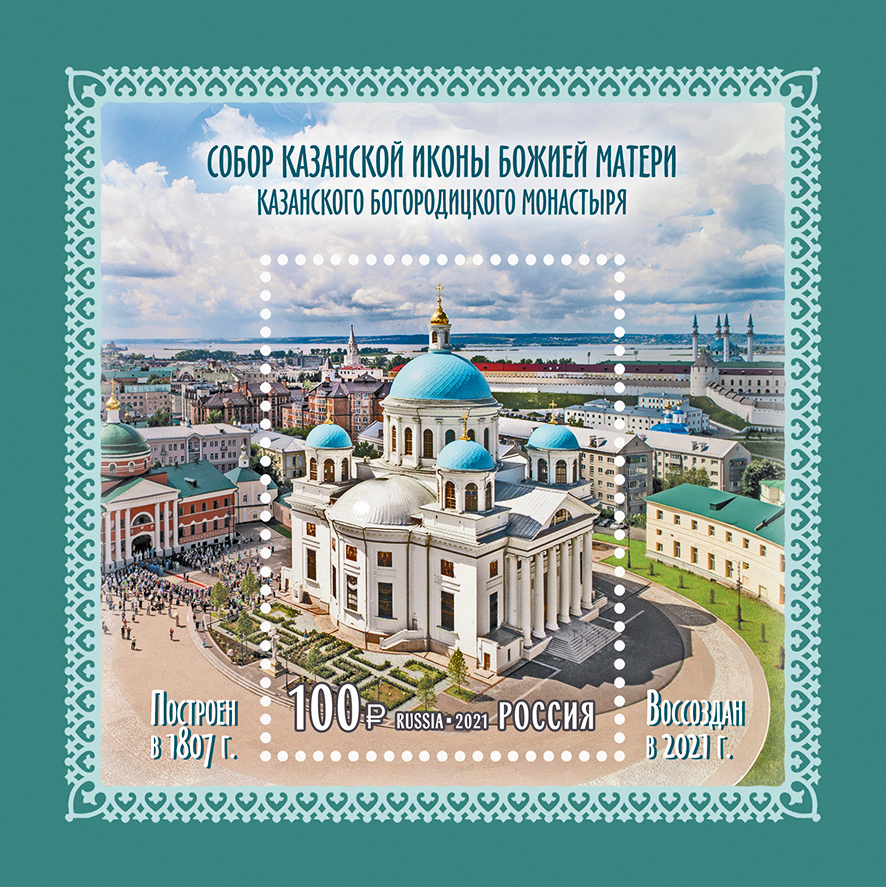
Собор Казанской иконы Божией Матери Казанского Богородицкого монастыря (почтовый блок)